# Wilbert Awdry
 (octobre 2023).
Si vous disposez d'ouvrages ou d'articles de référence ou si vous connaissez des sites web de qualité traitant du thème abordé ici, merci de compléter l'article en donnant les références utiles à sa vérifiabilité et en les liant à la section « Notes et références ».
Wilbert Vere Awdry (né le 15 juin 1911 à Ampfield et mort le 21 mars 1997 à Rodborough), souvent crédité sous le nom de Rev. W. Awdry, est un ministre anglican, passionné des chemins de fer et auteur pour enfants anglais.
Il est surtout connu comme du créateur du personnage Thomas le petit train apparu dans The Railway Series (en).